# Zela (peuple)
Ne doit pas être confondu avec Zélas.
Les Zela sont un peuple bantou d'Afrique centrale, établi principalement dans le sud-est de la République démocratique du Congo, au pied des Monts Mitumba.
Peu nombreux, ils sont surtout paysans.
Ils parlent une langue bantoue.

## Ethnonymie
Selon les sources on observe plusieurs variantes : Bazela, Ba-Zela, Buzela, Muzela, Zelas.